# ريتشي هوغن
ريتشي هوغن (بالإنجليزية: Richie Hogan)‏ هو لاعب قذف أيرلندي، ولد في 8 أغسطس 1988 في Danesfort ‏ في جمهورية أيرلندا.